# Landiswil
Landiswil is een gemeente en plaats in het Zwitserse kanton Bern, en maakt deel uit van het district Bern-Mittelland.
Landiswil telt 635 inwoners.